# 調性音楽
調性音楽（ちょうせいおんがく）は、19世紀終盤又は20世紀初頭以降の「無調音楽」の登場により、その対の概念として整備された音楽上の概念であり、狭義には長調または短調による機能和声に基づいた音楽を指し、広義には何らかの中心音が存在する音組織に基づいた音楽のことをいう。西洋16世紀のポリフォニー音楽の複雑化は、結局技法の困難さと共に中心音を浮かび上がらせる結果となり、17世紀の器楽曲の発展によって調性音楽が生まれることとなった。
当初は、狭義の用法のみを調性音楽として旋法性は排除されていたが、現代では旋法も包括して調性音楽とする広義の用法も定着している。長調や短調、教会旋法や非西洋の民族旋法などを含め、中心音の存在する音組織のことを包括し調性と呼ぶことも多い。